# Nette Tuominen
Nette Tuominen (* 23. Januar 1990) ist eine finnische Volleyball- und Beachvolleyballspielerin.

## Karriere Halle
In ihrer Jugend war Tuominen auch Leichtathletin, konzentrierte sich mit fünfzehn Jahren aber auf das Volleyballspielen. Mit Vanajan RC gewann sie 2006 den finnischen Pokal und wurde 2007 und 2008 finnische Meisterin. Danach spielte die Außenangreiferin bei anderen finnischen Spitzenklubs wie Oriveden Ponnistus, HPK Naiset und LP Kangasala. Auch in der Juniorinnen-Nationalmannschaft und der A-Nationalmannschaft kam sie zum Einsatz. 2016 wechselte Tuominen ins Ausland, zunächst zu den BarBar Girls Brüssel und 2017 zu Voleibol Logroño, wo sie spanische Meisterin wurde.

## Karriere Beach
Tuominen spielt im Sommer sporadisch auch Beachvolleyball. 2016 war Eveliina Koljonen ihre Partnerin und 2017 startete sie mit Riikka Lehtonen bei der Europameisterschaft in Jūrmala.